# 宝達清水町
もしかして
- 宝達志水町

ではありませんか？